# James Monroe (Politiker, 1799)
James Monroe (* 10. September 1799 in Albemarle County, Virginia; † 7. September 1870 in Orange, New Jersey) war ein US-amerikanischer Offizier und Politiker. Zwischen 1839 und 1841 vertrat er den Bundesstaat New York im US-Repräsentantenhaus.

## Werdegang
James Monroe graduierte 1815 an der United States Military Academy in West Point und wurde danach dem Artilleriecorps zugeteilt. Er nahm an den Kampfhandlungen während des Zweiten Barbareskenkrieges teil. Dann war er zwischen 1817 und 1822 Aide-de-camp von Generalleutnant Winfield Scott. 1821 wurde er zum Second Lieutenant im vierten Artillerieregiment befördert. Er ging dann bis 1832 seinem Garnisonendienst nach und war als Proviantmeister (commissary) tätig. 1832 wurde er wieder zum Aide-de-camp von Generalleutnant Scott ernannt, um am Black-Hawk-Feldzug teilzunehmen, konnte allerdings den Kriegsschauplatz aufgrund einer Krankheit nicht erreichen. Daraufhin gab er am 30. September 1832 sein Offizierspatent zurück. Er zog noch im selben Jahr nach New York City, wo er als Assistant Alderman tätig war. Zwischen 1833 und 1835 war er Alderman und im Jahr 1834 Präsident des Board of Aldermen.
Politisch gehörte er der Whig Party an. Bei den Kongresswahlen des Jahres 1838 wurde er im dritten Wahlbezirk von New York in das US-Repräsentantenhaus in Washington, D.C. gewählt, wo er am 4. März 1839 die Nachfolge von Churchill C. Cambreleng, Edward Curtis, Josiah O. Hoffman und Ely Moore antrat, welche zuvor zusammen den dritten Distrikt im US-Repräsentantenhaus vertreten hatten. Er erlitt bei seiner Wiederwahlkandidatur im Jahr 1840 eine Niederlage und schied nach dem 3. März 1841 aus dem Kongress aus. Im Jahr 1847 focht er die Wahl von David S. Jackson an, allerdings entschied das US-Repräsentantenhaus, das kein Beteiligter einen Anspruch auf diesen Sitz hatte. Er lehnte eine Wiedernominierung für die so entstandene Vakanz ab. Danach saß er in den Jahren 1850 und 1852 im Senat von New York.
Monroe zog sich danach aus dem öffentlichen Leben zurück und ließ sich in Orange nieder, wo er am 7. September 1870 verstarb. Sein Leichnam wurde auf dem Trinity Church Cemetery an der One Hundred and Fifty-fifth Street and Broadway in New York City beigesetzt. Präsident James Monroe (1758–1831) war sein Onkel.